# Laval-Roquecezière
 Laval-Roquecezière  (en occitano La Val Ròca Cesièira) es una población y comuna francesa, situada en la región de Mediodía-Pirineos, departamento de Aveyron, en el distrito de Millau y cantón de Saint-Sernin-sur-Rance.

## Demografía
| 751 | 656 | 596 | 474 | 391 | 340 |
| Para los censos de 1962 a 1999 la población legal corresponde a la población sin duplicidades (Fuente: INSEE [Consultar]) |     |     |     |     |     |